# ベトナム国

ベトナム国
Quốc gia Việt Nam
(國家越南)
État du Viêt Nam

国の標語: Dân vi quý
（漢字：民為貴)
（日本語：民を貴しと爲す）国歌: Thanh niên Hành Khúc（ベトナム語）
青年行進曲

ベトナム国はベトナム全土の領有権を主張したが、第一次インドシナ戦争中はベトナム民主共和国が国土の大半を実効支配しており、1954年のジュネーヴ協定締結後は北緯17度線以南を統治区域とした。

ベトナム国（ベトナムこく、ベトナム語：Quốc gia Việt Nam / 國家越南、フランス語: État du Viêt-Nam）は、1949年から1955年までベトナムに存在した国家。阮朝の最後の皇帝であったバオ・ダイ（保大帝）を元首としたため、バオ・ダイ政権と呼称されることもある。
フランス領インドシナの権益を残したいフランスが、ベトナム民主共和国に国家の正統性で対抗する事を目的に樹立した傀儡国家である。アメリカ合衆国から支援を受けたゴ・ディン・ジエムが最終的に権力を掌握し、ベトナム共和国へ国家体制を変更することで消滅した。
国家元首の称号は「国長（ベトナム語：Quốc trưởng / 國長）」であったが、これを阮朝ないしベトナム帝国の皇帝と同じ称号と見なしうるかは微妙であり、それらとの連続性を断定することはできない。

## 歴史
第二次世界大戦以前よりフランス領インドシナにおける反仏独立運動は様々な形で展開されており、1945年に日本軍が仏印処理を行うとその一環としてベトナム帝国が成立した。だが、日本の降伏によってインドシナに権力の空白状況が生まれたため、インドシナ共産党の指導下でベトミンによる八月革命が勃発し、各地で共産勢力による権力争奪闘争が引き起こされた。しかし、連合国によるインドシナ処理はすでに決まっており、北から中華民国軍、南からイギリス軍が進駐し、彼らを経由してフランスが再びインドシナの引き継ぐ取り決めになっていた。ベトナムに再進駐したフランスとベトミンが樹立したベトナム民主共和国政権は、ベトナムをフランス連合の一員として認める合意に一度は達した。だが、コーチシナ共和国樹立などによって日増しに双方の関係は悪化し、最終的には独立を目指すベトナム民主共和国とフランス連合の枠組み維持を目指すフランスとの間で全面的な戦争（インドシナ戦争）が勃発した。
フランスは短期での戦争終結を展望していたが、遊撃戦を駆使したベトナム側の強力な抵抗に直面し、予想以上に戦争が長期化する状況に置かれていた。そのため、事態改善のためにベトナム民主共和国のホー・チ・ミン（胡志明）の代わりとなるベトナム人の交渉相手を求め、最終的に香港に亡命していた阮朝最後の皇帝バオ・ダイを、ベトナム国の元首として擁立することとした。このバオ・ダイ首班のベトナム国建国の動きは、ベトナム労働党主導のベトナム民主共和国に反感を持つ反共知識人や反共民族主義者、阮朝時代の官人や南部ベトナムの諸宗教団体などから支持を得ることとなり、1948年にベトナムの諸勢力とフランスが折衝した結果、同年5月27日に暫定政府としてベトナム臨時中央政府が成立した。更には、フランス議会とコーチシナ共和国議会が、自治を前提としてコーチシナ共和国のベトナム臨時中央政府への編入を決議した。
その後、バオ・ダイは1949年3月にフランス・ベトナム協定を締結し、同年6月14日にベトナム国が「フランス連合に属するベトナム人国家」として正式に成立した。これにより、トンキン・アンナン・コーチシナを統一したベトナムがフランス領インドシナ成立以降で初めてフランス（宗主国）から独立を認められた。だが、同時にそれはベトナムがベトナム民主共和国とベトナム国という正統性を主張する二つの国家に分裂されることを意味していた。
独立後、ベトナム国はベトナム全土の領有権を主張し、反共主義に基づく国家運営を目指した。だが、第一次インドシナ戦争が続く中でフランス軍の力を借りなければ実効支配地域を確保できず、その範囲もベトナム南部の限られた地域に留まった。その後、1954年のジュネーヴ協定によってベトナムが暫定的に北緯17度線で南北に分割されることになると、17度線の南側を統治する国家となった。しかし同時にフランスというバオ・ダイの後ろ盾もベトナムから撤収したためベトナム国の国家運営は脆弱なものとなり、協定で1956年の実施が定められた南北ベトナムの統一選挙で共産主義（ベトナム労働党）勢力の大勝が予想された。そのため、強力な反共主義国家の樹立を求めるアメリカ合衆国から支援を受け、ベトナム国でカトリック教徒らから安定的な支持を受けていたゴ・ディン・ジエムが1955年にバオ・ダイを元首の座から追い落とし、ベトナム国の国家体制を変革し、ベトナム共和国（南ベトナム）を成立させた。
これによりベトナム国は消滅し、以降ベトナムは1975年まで分断国家の状態が続いた。